# Poświętne (gemeente in powiat Wołomiński)
De gemeente Poświętne is een landgemeente in het Poolse woiwodschap Mazovië, in powiat Wołomiński.
De zetel van de gemeente is in Poświętne.
Op 30 juni 2004 telde de gemeente 5989 inwoners.

## Oppervlakte gegevens
In 2002 bedroeg de totale oppervlakte van gemeente Poświętne 106,26 km², waarvan:
- agrarisch gebied: 74%
- bossen: 19%

De gemeente beslaat 11,12% van de totale oppervlakte van de powiat.

## Demografie
Stand op 30 juni 2004:
| Omschrijving                   | Totaal | Totaal | Vrouwen | Vrouwen | Mannen | Mannen |
| ------------------------------ | ------ | ------ | ------- | ------- | ------ | ------ |
| eenheid                        | aantal | %      | aantal  | %       | aantal | %      |
| inwoners                       | 5989   | 100    | 2947    | 49,2    | 3042   | 50,8   |
| bevolkingsdichtheid (inw./km²) | 56,4   | 56,4   | 27,7    | 27,7    | 28,6   | 28,6   |

In 2002 bedroeg het gemiddelde inkomen per inwoner 1211,18 zł.

## Administratieve plaatsen (sołectwo)
Choiny, Cygów, Czubajowizna, Dąbrowica, Helenów, Jadwiniew, Józefin, Kielczykowizna, Kolno, Krubki-Górki, Laskowizna, Małków, Międzyleś, Międzypole, Nadbiel, Nowe Ręczaje, Nowy Cygów, Ostrowik, Poświętne, Ręczaje Polskie, Rojków, Stróżki, Trzcinka, Turze, Wola Cygowska, Wola Ręczajska, Wólka Dąbrowicka, Zabraniec.

## Aangrenzende gemeenten
Klembów, Stanisławów, Strachówka, Tłuszcz, Wołomin, Zielonka